# 福地重孝
福地 重孝（ふくち しげたか、1917年 6月28日- 1994年）は、日本の歴史学者。日本大学名誉教授、学位は文学博士。

## 経歴
茨城県生まれ。1947年東京文理科大学史学科卒。1962年3月27日東京教育大学より「日本近代史上における士族と士族意識に関する研究」にて博士号取得。
東京教育大学講師を経て日本大学史学科教授。

## 著作
- 『明治社会史』弘文堂 10 (復刻版)、2010年。
- 『近代日本女性史』雪華社、1977年。
- 『日本歴史概説』大学教育社、1975年。